# Scymnodon
Scymnodon Barbosa du Bocage & de Brito Capello, 1864 è un genere di squali squaliformi appartenente alla famiglia Somniosidae.

## Tassonomia
In questo genere sono riconosciute due specie:
- Scymnodon ichiharai Yano & Tanaka, 1984
- Scymnodon ringens Barbosa du Bocage & de Brito Capello, 1864

## Distribuzione e habitat
S. ringens è diffuso nell'oceano Atlantico, mentre S. ichiharai è una specie indo-pacifica. Sono tipici di acque profonde.